# One of Us (canção de Ava Max)
"One of Us" é uma canção da cantora americana Ava Max, lançada em 12 de janeiro de 2023 pela Atlantic Records como o quinto single de seu segundo álbum de estúdio, Diamonds & Dancefloors (2023).

## Antecedentes
Em 10 de janeiro de 2023, Max anunciou "One of Us" por meio de suas mídias sociais, onde carregou um trecho de um videoclipe para a música e revelou sua data de lançamento. A música foi lançada dois dias depois. Foi escrita por Max, Caroline Ailin, Leland, Burns e Cirkut, e produzido pelos dois últimos.

## Faixas e formatos
Download digital
1. “One of Us” – 2:58

Pacote de streaming 
1. “One of Us” – 2:58
2. “Dancing's Done” – 2:46
3. “Weapons” – 2:31
4. “Million Dollar Baby” – 3:04
5. “Maybe You're the Problem” – 3:10

## Desempenho nas tabelas musicais
| Tabela musical (2022)        | Melhor posição |
| ---------------------------- | -------------- |
| Bolívia (Monitor Latino)     | 8              |
| El Salvador (Monitor Latino) | 16             |
| Nova Zelândia (RMNZ)         | 32             |
| Uruguai (Monitor Latino)     | 14             |

## Histórico de lançamento
| Região | Data                  | Formato                    | Versão   | Gravadora | Ref.         |
| ------ | --------------------- | -------------------------- | -------- | --------- | ------------ |
| Várias | 12 de janeiro de 2023 | Digital download streaming | Original | Atlantic  | [ 6 ] [ 12 ] |